# 1005
Năm 1005 là một năm trong lịch Julius.
1005 (số La Mã: MV; đọc là "một nghìn không trăm linh năm) là số tự nhiên ngay sau số 1004 và ngay trước số 1006.

## Mất
- Lê Đại Hành (黎大行) (Lê Hoàn (黎桓)) là hoàng đế sáng lập nhà Tiền Lê nước Đại Cồ Việt (Việt Nam). (s. 941)
- Lê Long Tích (黎龍錫) là con thứ hai của Lê Đại Hành, được phong là Đông Thành vương (東城王).
- Lê Trung Tông (黎中宗) là con của Lê Đại Hành, hoàng đế thứ hai của nhà Tiền Lê, tại vị được ba ngày. (s. 983)